# Nefopam
Nefopam – organiczny związek chemiczny, pochodna benzoksazocyny, nieopioidowy lek przeciwbólowy, silny inhibitor zwrotnego wychwytu serotoniny i noradrenaliny. Stosowany jest w łagodnym lub umiarkowanym bólu ostrym oraz w bólu przewlekłym o niewielkim nasileniu. Działa ok. 3 razy słabiej od morfiny, a ok. 10 razy silniej od kwasu acetylosalicylowego.

## Właściwości farmakokinetyczne
Nefopam w dużym procencie wiąże się z białkami surowicy krwi (71–76%). Część niezwiązana ulega szerokiej dystrybucji do tkanek i płynów ustrojowych, również do płynu mózgowo-rdzeniowego, gdzie osiąga stężenie rzędu 25% maksymalnego stężenia w surowicy krwi. Objętość dystrybucji wynosi około 10 l.
Nefopam przenika przez łożysko i do mleka matki. Nefopam jest metabolizowany w wątrobie, głównie w procesie N-demetylacji i N-oksydacji. Zidentyfikowano 7 metabolitów, z których 5 jest całkowicie pozbawionych działania przeciwbólowego, 2 pozostałe zaś wykazują działanie przewyższające o 2% siłę działania substancji macierzystej.
Okres półtrwania leku w surowicy krwi wynosi średnio około 4 h (zakres 3–8 h) i nie zmienia się po 7 dniach regularnego stosowania leku. Okresy półtrwania metabolitów wynoszą 2,2–9,2 h.
W procesie metabolizmu II fazy metabolity łączą się z kwasem glukuronowym i są wydalane z organizmu wraz z moczem (87%) oraz z kałem (8%). Około 5% podanej dawki leku wydalane jest w postaci nie zmienionej. Całkowita eliminacja leku z organizmu następuje w ciągu 5 dni.

## Działanie
Mechanizm działania nie jest do końca znany, Nefopam jest silnym inhibitorem zwrotnego wychwytu serotoniny i noradrenaliny, prawdopodobnie działa na zstępujące szlaki serotoninergiczne. W dużych dawkach działa cholinolitycznie, przeciwhistaminowo i miejscowo znieczulająco. Zwiększa stężenie endogennych amin katecholowych w szczelinach synaptycznych i działa chronotropowo dodatnio i inotropowo dodatnio. Po dożylnym podaniu nefopamu w dawce 0,3 mg/kg masy ciała stwierdzano wzrost średniego ciśnienia tętniczego o 13%, zaś pojemności minutowej serca o 10%. Działanie nefopamu na OUN nie zostało dokładnie określone, wiadomo, że może ono powodować zarówno pobudzenie i euforię, jak również działanie sedatywne. Nie wiadomo czy działania te są zależne od przyjętej dawki. Nefopam nie działa hamująco na ośrodek oddechowy. Nie działa przeciwzapalnie ani przeciwgorączkowo, może natomiast wpływać na obniżenie temperatury ciała po wysiłku fizycznym, co prawdopodobnie jest związane z silnym działaniem wzmagającym pocenie się i parowanie potu z powierzchni ciała. Nefopam nie działa zapierająco, może natomiast powodować opóźnienie opróżniania żołądka. Badania na modelu zwierzęcym, wykazały również, że pojedyncze podanie Nefopamu w dawce 10 mg/kg masy ciała przed zabiegiem w którym do znieczulenia użyty został fentanyl, spowodowało zmniejszenie bólu pooperacyjnego oraz obniżyło szanse rozwinięcia się długotrwałej pooperacyjnej nadwrażliwości na ból. Jest on również wykorzystywany w bólach neuropatycznych, niektóre badania sugerują, iż jest to możliwe dzięki modulacji potasowych i wapniowych kanałów napięcio – zależnych przez Nefopam. Może być on również używany do zwiększenia progu temperaturowego przy którym zaczynają się dreszcze (nie wpływając na wazokonstrykcję) pozwalając na większe obniżenie temperatury ciała w hipotermii wykorzystywanej u pacjentów po zawałach i urazach mózg. Stosowany z lekami opioidowymi (np. morfiną) pozwala zmniejszyć ich dawkę wykorzystywaną do zmniejszania bólu.

## Wskazania
Nefopam może być stosowany jako lek przeciwbólowy w łagodnych i umiarkowanych bólach ostrych, np. bólach pooperacyjnych. Ponadto w niezbyt nasilonych bólach przewlekłych, np. ból w chorobach nowotworowych. Najnowsze badania donoszą o możliwości stosowania go również w bólach neuropatycznych, oraz wykorzystywania jego działania, zapobiegającego dreszczom przy hipotermii stosowanej u pacjentów po zawałach i urazach mózgu.

## Przeciwwskazania
Padaczka. Nie należy stosować u dzieci do lat 12. Ze względu na możliwość wystąpienia poważnych interakcji lekowych, nie należy przyjmować nefopamu podczas stosowania inhibitorów monoaminooksydazy oraz w ciągu trzech tygodni po ich odstawieniu. Przeciwwskazane jest również używanie nefopamu jako analgetyku u ludzi starszych z zaburzeniami kognitywnymi, ze względu na jego działanie antycholinergiczne.

## Interakcje z innymi lekami
Poważne interakcje lekowe mogą wystąpić w przypadku równoczesnego stosowania nefopamu z inhibitorami monoaminooksydazy. Należą do nich: hipertermia, nadciśnienie złośliwe, tachykardia i zaburzenia rytmu serca.
Ostrożnie należy stosować nefopam z trójpierścieniowymi lekami przeciwdepresyjnymi.
Nefopam może nasilać działanie leków cholinolitycznych lub sympatykomimetycznych, potęgując ich działanie niepożądane.
W przypadku równoczesnego stosowania nefopamu w dawce 24 mg/kg/24 h oraz paracetamolu, nefopam zwiększa możliwość uszkodzenia wątroby.
Rezerpina hamuje działanie przeciwbólowe nefopamu. Nie zostały udowodnione interakcje z alkoholem, lekami nasennymi, przeciwhistaminowymi, jednak nie należy stosować tych środków równocześnie z nefopamem.

## Działania niepożądane
Działania niepożądane są stosunkowo liczne, ale łagodne.
- Zaburzenia żołądka i jelit:

Najczęściej występują nudności (10–30% leczonych), które w większości przypadków nie prowadzą do wymiotów, suchość w ustach, trudności w przełykaniu.
- Zaburzenia ogólne i stany w miejscu podania:

Nadmierne pocenie się (10–30% leczonych).
- Zaburzenia układu nerwowego:

Zawroty głowy, roztargnienie, nadmierne pobudzenie, bezsenność, lęk, utrata łaknienia.
- Zaburzenia serca:

Tachykardia.
- Zaburzenia oka:

Zaburzenia widzenia.
- Zaburzenia nerek i dróg moczowych:

Trudności w oddawaniu moczu.
- Zaburzenia skóry i tkanki podskórnej:

Czasami mogą występować wysypki skórne.
Uważa się, że nefopam może powodować uzależnienie psychiczne typu amfetaminowego, chociaż nie zostało to udowodnione.
Badania porównawcze pomiędzy łagodzeniem bólu pooperacyjnego z wykorzystaniem nefopamu i fentanylu, a ketorolaku i fentanylu, wykazały, częściej występujące działania niepożądane (takie jak nudności i wymioty) w grupie w której do analgezji użyty został nefopam z fentanylem.
U osób w podeszłym wieku mogą wystąpić działania niepożądane ze strony OUN (omamy, dezorientacja). W przypadku przedawkowania: drgawki, omamy, tachykardia, nadciśnienie tętnicze, gorączka, pocenie się. Leczenie objawowe (diazepam i.v., jeżeli występują drgawki, propranolol, jeżeli występuje tachykardia, nadciśnienie tętnicze).

## Preparaty handlowe
- Nefopam Jelfa (Jelfa)[3]